# Eiríksmál
Die Eiriksmál (Sprüche über Eirik) ist eine kurze skaldische Dichtung, ein Preislied und Totenklage über den norwegischen König Erik Blutaxt, Sohn des Harald Schönhaar, der im Jahr 954 in England in der Schlacht von Stainmore gefallen ist. Das anonyme Lied wurde im Auftrag der Witwe Eriks, Gunnhild, verfasst und wird daher in das sechste Jahrzehnt des 10. Jahrhunderts unmittelbar nach dem historischen Geschehen datiert.
Lediglich 9 Strophen sind in der Fagrskinna und im Zitat in Snorris Skáldskaparmál im Versmaß des  Ljóðaháttr überliefert. Die Eiriksmál gleicht vom Aufbau her der zeitgenössischen, etwas jüngeren Hákonarmál, die daher als dessen Vorlage gilt. Die Eiriksmál bildet zusammen mit der Hákonarmál und der Haraldskvæði eine Gruppe die als Exponenten des frühen eddischen Preislieds gelten und eine Zwischenposition darstellen zwischen der eddischen anonymen Dichtung und der skaldischen Dichtung mit identifizierbaren Autoren.
Der Inhalt des Gedichts ist ein mythologischer Stoff. Der Gott Odin sendet zwei Helden, Sigmund und Sinfiötli (aus dem Sagenkreis der Nibelungen, der Völsunga saga), aus um Eirik nach Walhall zu geleiten.